# 동호운수
동호운수(東湖運輸)는 서울특별시의 마을버스 회사이며, 사무실은 성동구 옥수동에, 차고지는 서울특별시 성동구 금호동3가에 있다.

## 회사소개
금호동2가, 금호동3가 산 중턱의 구간을 주로 운행하는 회사이다. 1993년~1994년에는 금호역인근 두산아파트 입주가 진행되자 1996년 1월 10일 설립되어, 성동06번을 신설,운행하였다.

## 운행 노선
- ● 성동05번: 금호산 ↔ 약수역 (구 성동마을 5번)
- ● 성동06번: 두산아파트 115동 ↔ 금남시장입구
- ● 성동07번: 대우아파트 관리실 ↔ 약수역

## 보유 차량
- E-카운티
- 뉴 카운티
- CRRC 중국중차 그린웨이 720